# Morgan (nome)
Morgan è un nome proprio di persona gallese, inglese e francese maschile e inglese femminile.

## Varianti
- Francese
  - Femminili: Morgane[1], Morgaine[2]
- Inglese
  - Femminili: Morgana[1][2]

### Varianti in altre lingue
- Gallese: Morcant[1][2]
- Italiano
  - Femminili: Morgana[2][3]

## Origine e diffusione
Deriva dal nome maschile antico gallese Morcant, composto da mor, che significa forse "mare", e da un secondo elemento di origine incerta (forse cant, "circolo", "cerchio", quindi "cerchio del mare"). Da Morcant si è poi sviluppato in Morgant e quindi in Morgan.
Originariamente era usato esclusivamente al maschile, e godeva di media popolarità in Galles nel Medioevo. Dagli anni 1980, negli Stati Uniti si è diffuso considerevolmente il suo uso al femminile, forse grazie alla fama della Fata Morgana (Morgan le Fay in inglese) o a quella dell'attrice Morgan Fairchild; in Galles invece è ancora considerato unicamente maschile (stessa situazione che ha anche il nome Meredith).
Storicamente, Morgan è stato oggetto di molta confusione: ad esempio, durante il periodo Puritano, il significato veniva indicato erroneamente con "nato dal mare" (che è invece quello del nome Morien), e veniva quindi usato per tradurre il nome Pelagio (che ha appunto un significato analogo) nel Libro delle preghiere comuni. Nonostante la somiglianza, non è correlato ai nomi Mórrígan, Muirghein e Morgen. In particolare, Morgen risulta essere quasi identico a Morgan; tuttavia, nel periodo in cui il primo era scritto Morgen, il secondo era scritto Morcant, e quando il secondo era scritto Morgan il primo era invece Morien.

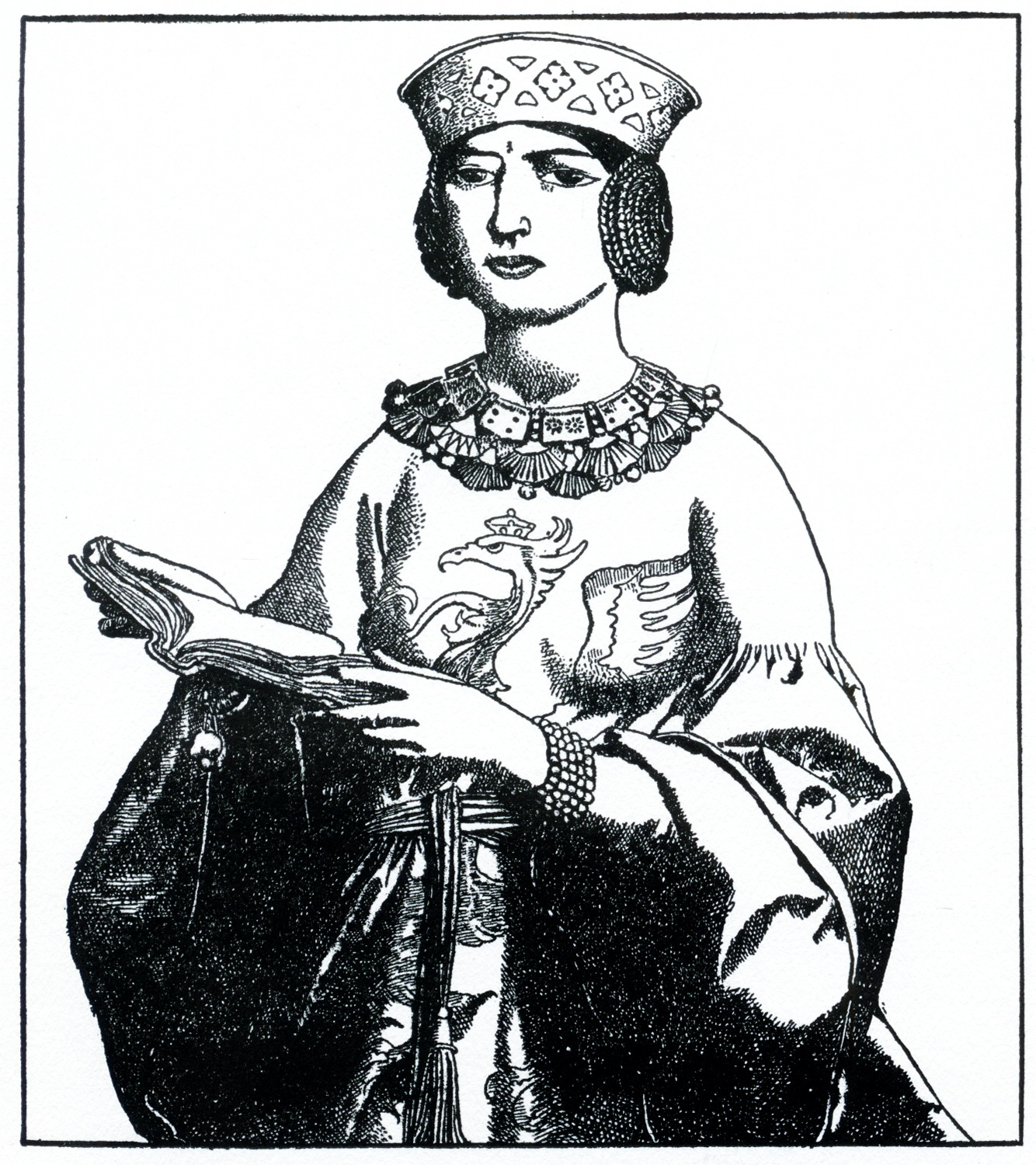
La Fata Morgana in un'illustrazione di Howard Pyle

La situazione venne ulteriormente confusa da Goffredo di Monmouth nel XII secolo: Monmouth, per scrivere le sue cronache storico-leggendarie, riutilizzava nomi antichi senza curarsi della loro origine, del loro genere e modificandone la scrittura. Per la sua Vita Merlini riciclò quindi il già citato nome Morgen (dall'irlandese Muirgen, che significa in gaelico "nato dal mare" o "abitante del mare"), utilizzandolo al femminile per il personaggio di Morgen (o Morgan) le Fay, la "Fata Morgana"; casi analoghi a questo sono quelli dei nomi Cordelia, Rowena e Guendalina, anch'essi "nati" dalla penna di Monmouth. Una volta che le sue opere raggiunsero la Francia ogni possibile connessione con la pronuncia originaria andò persa ed il nome venne cambiato in Morgain e più tardi in Morgaine.
L'italiano Morgana, in conclusione, può egualmente essere un adattamento del francese Morgaine o una femminilizzazione del maschile Morgan.
Dal nome Morgan è derivato l'omonimo cognome.

## Onomastico
L'onomastico si può festeggiare il 27 aprile, o il 28 dicembre su alcuni calendari, in memoria di san Maughold, chiamato anche Morgan, missionario e vescovo sull'Isola di Man.

## Persone

### Maschile

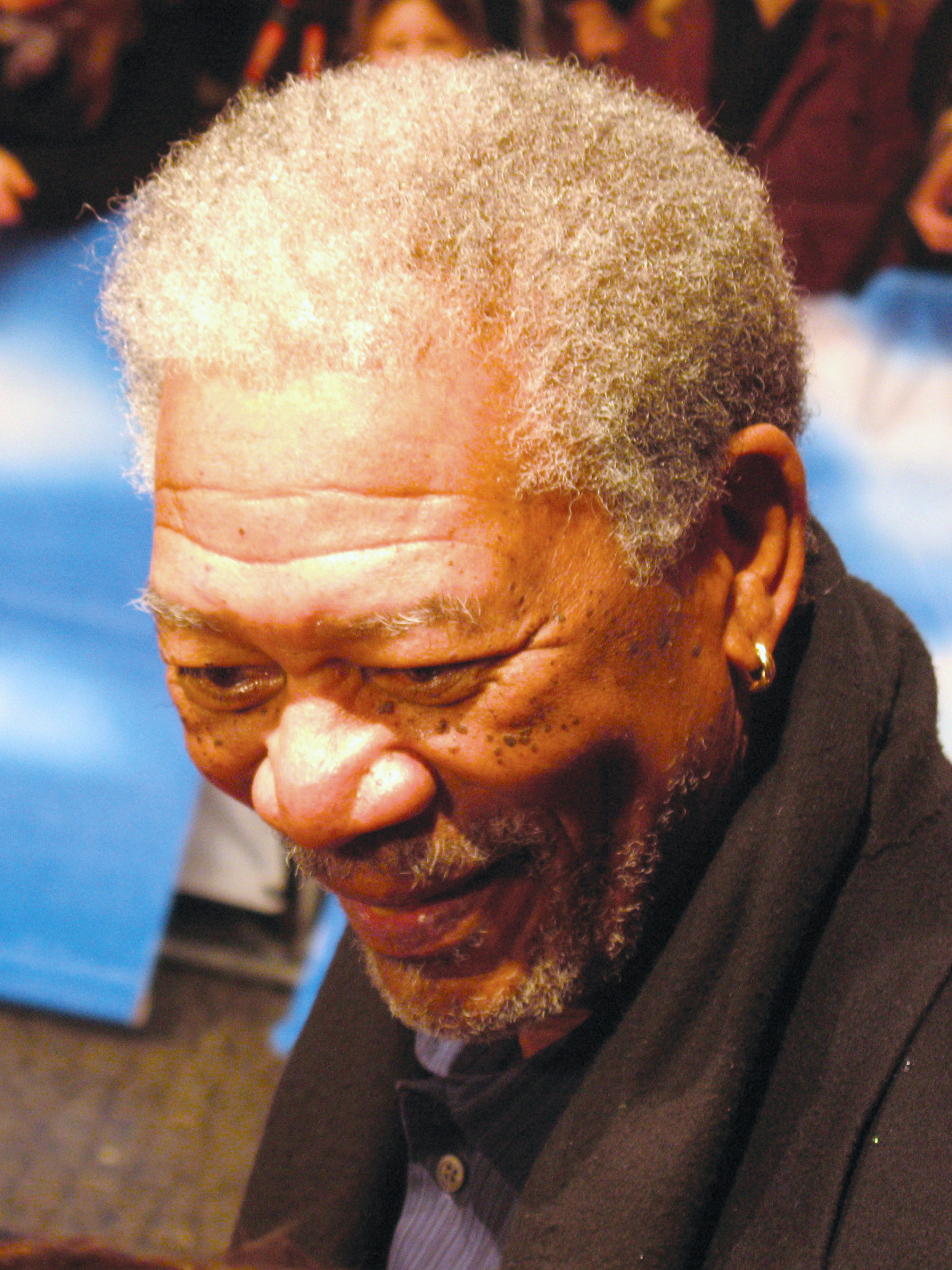
Morgan Freeman

- Morgan, cantautore e polistrumentista italiano
- Morgan Burnett, giocatore di football americano statunitense
- Morgan De Sanctis, calciatore italiano
- Morgan Earp, fratello minore di Wyatt Earp
- Morgan Freeman, attore e regista statunitense
- Morgan Steinmeyer Håkansson, chitarrista svedese
- Morgan Kibby, cantante, musicista e attrice statunitense
- Morgan Parra, rugbista a 15 francese
- Morgan Robertson, scrittore e inventore statunitense
- Morgan Spurlock, regista, sceneggiatore e produttore televisivo statunitense
- Morgan Tsvangirai, politico, sindacalista e attivista zimbabwese
- Morgan Turinui, rugbista a 15 australiano
- Morgan Hen Fawr, re gallese del X secolo

### Femminile

Morgan Fairchild

- Morgan Fairchild, attrice statunitense
- Morgan Griffin, attrice australiana
- Morgan Llywelyn, scrittrice statunitense naturalizzata irlandese
- Morgan Uceny, atleta statunitense
- Morgan York, attrice statunitense

### Varianti femminili
- Morgane Dubled, modella francese
- Morgana Forcella, attrice italiana
- Morgana Giovannetti, attrice e cantante italiana

## Il nome nelle arti
- La Fata Morgana è un celebre personaggio del ciclo bretone.
- Morgana è un personaggio del film Disney La sirenetta II - Ritorno agli abissi.
- Morgana è un personaggio della serie di fumetti Dylan Dog.
- Morgana è un personaggio della serie di fumetti Winx Club.
- Morgan Adams è un personaggio del film del 1995 Corsari, diretto da Renny Harlin.
- Morgan Delt è un personaggio del film del 1996 Morgan matto da legare, diretto da Karel Reisz.
- Morgan Fairfax è un personaggio della serie di fumetti PK - Paperinik New Adventures.
- Morgan Grimes è un personaggio della serie televisiva Chuck.
- Morgan Katarn è un personaggio dell'universo espanso di Guerre stellari.
- Morgan Leah è un personaggio del ciclo di romanzi Gli eredi di Shannara.
- Morgana MacCawber è un personaggio della serie animata Darkwing Duck
- Morgan: La Sacra Ruota è una serie a fumetti italiana.
- Fata Morgana è una canzone dei Litfiba
- Morgane Alvaro è la protagonista della serie televisiva franco-belga Morgane - Detective geniale.
- Morgan Lost è il protagonista dell'omonimo fumetto della Sergio Bonelli.